# The Committee to Re-elect the President

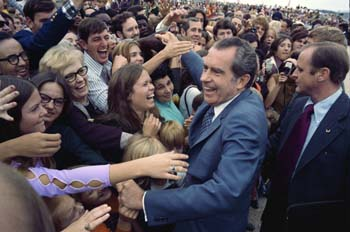
Die Wiederwahl von Richard Nixon war Ziel des Komitees. (Bild: 1973)

Das Committee for the Re-Election of the President (dt. Komitee zur Wiederwahl des Präsidenten) stellte sich zum Ziel, die Wiederwahl des US-Präsidenten Richard Nixon bei der Präsidentschaftswahl 1972 zu gewährleisten. Es wurde vom damaligen Justizminister John N. Mitchell geführt. Maurice Stans (ehemaliger Handelsminister) war Vorsitzender des dazugehörigen Finanzkomitees. Die offiziell vom Komitee verwendete Abkürzung war CRP, während der Enthüllung der Watergate-Affäre und in der späteren Literatur wurde aber meistens das abwertende Apronym CREEP (mit Anspielung auf engl. „to creep“ = schleichen, unterlaufen oder „creep“ = abstoßender Mensch) verwendet. 
Weitere Mitglieder des Komitees CRP waren unter anderem Gordon Liddy und E. Howard Hunt, die die Details des Watergate-Einbruches planten. Der geheime Fonds von über 500.000 US-Dollar des CRP waren für die fünf Watergate-Einbrecher beziehungsweise für deren Schweigen 1972 geplant gewesen. Kenneth Dahlberg war Leiter der CRP-Niederlassung in Minnesota. Er nahm später eine 25.000-US-Dollar-Spende vom leitenden Direktor einer Sojabohnenfirma, Dwayne Andreas, entgegen. Aus der Spende wurde ein Geldscheck, der später bei einem der Watergate-Einbrecher, Barker, auftauchte.
Einer der verhafteten Watergate-Einbrecher war der Sicherheitschef von CRP James W. McCord, Jr. Aber erst 1973 wurde öffentlich, dass das CRP – und somit das Weiße Haus – hinter den Watergate-Einbrüchen steckte. CRP steht für ein ganzes System von Einbrüchen, Anzapfen von Telefonleitungen, Einschüchterungen, Verleumdungen und weiterer illegaler Tätigkeiten, um den Ausgang der Wahlen in ihrem Sinne  zu beeinflussen. Der Vorsitzende war der Verleger Francis L. Dale, der jedoch de facto nie in Erscheinung trat. In Wirklichkeit wurde CRP durch das Weiße Haus gesteuert, denn neben Justizminister John N. Mitchell wurden die wichtigsten Posten von Mitarbeitern des Weißen Hauses besetzt: Hugh Sloan, Herry Flemming und besonders Jeb Magruder. Magruder musste sämtliche Entscheidungen und Tätigkeiten von CRP mit dem Justizminister John N. Mitchell absprechen.
Nixons persönlicher Rechtsanwalt und Wahlkampfgeldspenden-Organisator Kalmbach übte ebenfalls wesentlichen strategischen Einfluss auf CRP aus. Kalmbach stellte einen Teil der Wahlkampfgelder zur Verfügung, um dem politischen Gegner George C. Wallace Schaden zuzufügen. Auch Charles Colson, Sonderberater des Präsidenten, übte Druck auf CRP aus.
Als sich die Ermittlungen langsam auf CRP richteten, tat man dort alles, um den Präsidenten herauszuhalten. Aber die vier Funktionäre Charles Colson, Herbert Kalmbach, Harry Robbins Haldeman und John N. Mitchell gehörten dem engsten Umfeld Nixons an, was ihn in den Augen der Öffentlichkeit schwer belastete und schließlich zu seinem Rücktritt führte.